# قونكة
قُوَنْكَةُ أو قُوَنْقَةُ أو كونكة (بالإسبانية: Cuenca) هي مدينة تقع في وسط إسبانيا، هي عاصمة مقاطعة قونكة التابعة قشتالة والمنشف.

## الديموغرافيا
بلغ عدد سكان مدينة قونكة 53.512 نسمة عام 2023 (وفقاً للمعهد الوطني للإحصاء الإسباني).

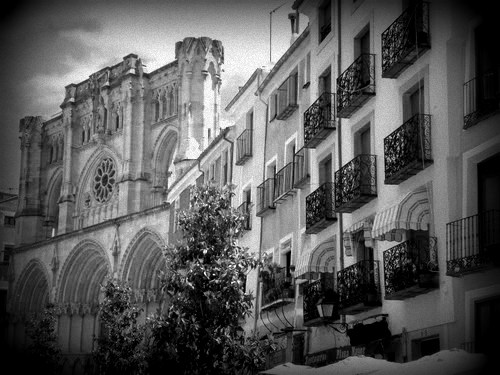

| 43.733 | 45.100 | 46.859 | 49.912 | 52.980 | 55.866 | 56.703 | 53.512 |

## توأمة
لقونكة اتفاقيات توأمة مع كل من:
- كاموجلي
- لاكويلا
- رندة
- بلاسينثيا
- كوينكا

## أعلام
- بيدرو غوميز
- فيكتور أرتيغا
- خوان دياز
- فرنسيسكو دي مورا
- إنريكي بيمنتل زونيغا
- سباستيان دي كوفاروباياس
- أدريان غوميز راميريز